# Тихвинский Богородицкий монастырь (Бузулук)
Свя́то-Ти́хвинский Богоро́дицкий монасты́рь (Бузулукский Тихвинский Богородицкий монастырь) — православный женский монастырь Бузулукской епархии Русской православной церкви, расположенный в городе Бузулуке. Первая по времени основания обитель Оренбуржья, основанная как женская религиозная община в 1847 году. В 1860 году община была преобразована в женский общежительный монастырь, в котором к началу XX века проживало около 400 монахинь и послушниц, действовало училище, больница, иконописная и золотошвейная мастерские, богослужения совершались в трёх храмах.
После установления советской власти, в 1922 году, у монастыря были конфискованы все ценные предметы церковной утвари, а в январе 1929 года монастырь был закрыт. Монастырские здания переходили к различным учреждениям, одно время в них размещалась пересыльная тюрьма, в которой проводились расстрелы, в том числе местного духовенства.
Архитектурный комплекс сравнительно хорошо сохранился, утратив лишь деревянный храм и колокольню, но, несмотря на то что в 2000 году монастырь был воссоздан, его прежняя территория ему не принадлежит, хотя процесс возврата идёт. Воссозданный монастырь располагается неподалёку, в настоящее время в нём проживает немногим более 20 монашествующих.

## История

### Основание
Основательницей и строительницей монастыря была крестьянская девица Евфимия Герасимовна Овсянникова. Будучи глубоко религиозной, она с молодости посвятила жизнь служению Господу, более двадцати лет жила в женской общине города Кирсанова Тамбовской губернии, а когда её родители переселились в село Михайловка Бузулукского уезда, она последовала за ними и основалась в Бузулуке в 1830-х годах.
Здесь Евфимия Герасимовна построила себе келью, занималась рукоделием, обучением детей грамоте, читала псалтырь по умершим, соблюдая молитвенные монашеские правила, которые усвоила в кирсановской общине. К ней со временем присоединилось ещё около десятка бузулукских девиц, склонных к монашеской жизни. Сформировавшаяся неофициальная община, члены которой вели благонравную жизнь в трудах и молитве, приобрела доверие и расположение со стороны бузулукских горожан. В 1835 году городское общество Бузулука подарило Овсянниковой 4 десятины земли на краю города, у городского кладбища, для обустройства на этой земле женской обители. Этот дар оказался неожиданным для Евфимии Герасимовны, так как она не просила ничего подобного. Она сочла его знаком свыше и твёрдо решила устроить монастырь, посвятив все свои усилия этой идее.
В том же 1835 году Овсянникова познакомилась с Анной Ивановной Путиловой. Помещица Анна Путилова, вдова артиллерийского капитана, была щедрой благотворительницей, многое сделавшей для монастырей Самарской епархии — так, позднее она способствовала созданию Мойского и Ключегорского монастырей. Сочувствуя намерению Овсянниковой открыть общину, Путилова подарила ей 100 десятин земли, находившихся при селе Таллы в 70 верстах от Бузулука. Однако поскольку земля досталась Путиловой после смерти мужа, она не сразу смогла выдать Овсянниковой законные документы на владение землёй. Это произошло только в 1842 году. Тогда же Путилова разослала в ближайшие к Бузулуку волостные правления письма, в которых просила объявить жителям сёл и деревень этих волостей, что в городе открывается женская община и что в неё будут приниматься женщины и девушки, желающие посвятить себя духовной жизни по правилам монашества. Письма возымели эффект, вскоре для поступления в общину обратилось до 30 крестьянских девиц из окрестных поселений. К этому времени на пожертвованной земле уже был основан хутор общины, где был построен дом и некоторые хозяйственные постройки. Бо́льшая часть вновь поступивших сестёр была отправлена на этот хутор, где они, занимаясь земледелием, добывали пропитание себе и всей общине.
Также приблизительно в 1835 году в пещерах, в четырёх верстах от Бузулука, сформировалась другая женская община под руководством казачки Марфы Аллемановой (по другим данным — Марии Лимановой). Ранее в этих пещерах проживало несколько старцев-отшельников, однако распоряжением городского начальства Бузулука они были высланы по местам постоянного проживания, как самовольно занявшие чужие земли. Женская община Аллемановой действовала уже официально, её размещение в пещерах было согласовано с руководством Оренбургского казачьего войска, которому принадлежали эти земли. Казачье начальство даже выделило 5 десятин пахотной земли рядом с постройками. Эта община просуществовала около 10 лет, однако затем казачьи земли перешли в казённое ведомство, а община так и не получила утверждения со стороны церковных властей, вследствие чего сестёр попросили покинуть эти места.
Овсянникова приняла Аллеманову и пять её келейниц в свою общину. Совместными усилиями они построили на отведённой городом земле дом с несколькими кельями и дворовыми постройками.
В феврале 1844 года Овсянникова подала прошение оренбургскому епископу Иоанникию об учреждении в Бузулуке женской общины на монастырских правилах. Она писала, что во всей Оренбургской губернии существует только один женский монастырь, расположенный в Уфе, отстоящей от Бузулука на 400 вёрст. При этом в городе находится много желающих посвятить себя духовной жизни в женской обители, которые не могут осуществить это желание за отсутствием таковой. Она сообщала, что на отведённом ей городским обществом участке уже построен дом, в котором живёт до 30 сестёр, и что она, Овсянникова, жертвует в пользу общины 100 десятин земли, подаренных ей помещицей Путиловой, со всем хозяйством, заведённым на этой земле, а также всё своё прочее имущество: деревянный дом в городе, 25 коров и столько же мериносных овец. Место открытия общины она не указывала, полагаясь на решение епархиального начальства о том, полезней ли разместить общину в Бузулуке или в 70 верстах от него, но сообщала, что если община будет учреждена в имении Путиловой, та обещала пожертвовать в пользу общины ещё 11 десятин 280 квадратных саженей земли для строительства келий и построить вблизи обители, в деревне Ключи, временную церковь.
Руководство епархией запросило сведения об Овсянниковой и её девицах у бузулукского протоиерея Василия Тихомирова, который подтвердил справедливость изложенного в прошении, положительно отозвался о духовных качествах просительницы и прислал увольнительные документы от обществ на девиц, проживавших вместе с Овсянниковой. Оренбургский губернатор Иван Талызин в свою очередь сообщил, что не находит препятствий к открытию общины, но, опираясь на мнение бузулукского уездного предводителя дворянства, считает, что лучше общину разместить в имении Путиловой: там имеется больше средств для её содержания, а удалённость от города лучше согласуется с требованиями монашеской жизни, к тому же Путилова обещала построить церковь. В результате оренбургская духовная консистория постановила:
1. открытие общины дозволить;
2. в общине сей быть тому числу сестер, какое она может содержать собственными средствами;
3. быть сей общине вне штата, для отвращения от казны издержек на её содержание
4. общине сей состоять в ведении епархиального начальства под наблюдением местного благочинного и поставить её, согласно мнению гражданского начальства, на земле, пожертвованной Путиловой[3].

14 мая 1845 года епископ сообщил об этом решении в Святейший Синод, который 19 июля того же года определил, что община должна остаться в Бузулуке, и обратился к обер-прокурору за получением императорского разрешения на открытие общины и закрепление за ней пожертвованных земель. 2 августа 1847 император Николай I утвердил определение Святейшего Синода «О принятии существующей в г. Бузулук женской общины под покровительство духовного и гражданского начальств»:
1. Бузулукскую женскую общину принять в полное Епархиальное ведомство на таковом же основании, на каком заведываются все женские общины, и сделать по ней надлежащие в сем отношении распоряжения, сообщив в то же время положение о ней к сведению и оренбургскому губернатору;
2. озаботиться составлением, для управления сею общиною, приличных настоящему её положению правил, сообразуясь в начертании оных с преподанными для бывшей Московской Богородицкой женской общины, — за исключением некоторых относящихся к местности оной, — правилами и, по составлении таковых, представить оные на утверждение Святейшему Синоду;
3. вместе с сим разрешить и постройку в общине предположенной каменной церкви по представленным от Преосвященного Оренбургского проектам…

Официальный указ об открытии общины от Синода последовал 28 августа 1847 года, в нём утверждалось название Бузулукская Богородицкая женская община. 14 мая 1848 года об определении Синода было официально сообщено учредительнице общины Евфимии Овсянниковой, а 22 мая того же года она была определена настоятельницей утверждённой общины.

### Жизнь общины
Почти всё время, пока велось дело об открытии общины, Евфимия Овсянникова проживала в Санкт-Петербурге, где проводила сбор пожертвований в пользу общины. В это время было получено и приобретено немало вещей из церковной утвари, священнических облачений и прочего, в том числе особо чтимая икона — копия с Тихвинской иконы Божией Матери, которую пожертвовала генеральша Путятина.
В Петербурге Овсянникова познакомилась также с Олимпиадой Дмитриевной Миюшкевич, недавно овдовевшей дочерью генерала Примо. Овсянникова приобрела такое расположение Миюшкевич, что та решила уехать из Петербурга в Бузулук, чтобы поступить в число сестёр общины.
По рассказам современников, Овсянниковой во время её пребывания в Петербурге было видение во сне первомученика архидиакона Стефана, который явился перед нею с кадилом в руках и, трижды покадив на неё, сказал: «Возвеличу». Вскоре она получила известие о решении дела, причём император одобрил решение Синода именно 2 августа, в день памяти первомученика архидиакона Стефана. Тогда же она дала обет устроить в честь первомученика архидиакона Стефана придел в разрешённом к постройке каменном храме общины, что впоследствии и исполнила.
Получив известие об утверждении общины, Овсянникова вернулась в Бузулук, где незамедлительно принялась за её обустройство. Вскоре из Петербурга прибыла и Олимпиада Миюшкевич, которую назначили на казначейскую должность. 20 сентября 1848 года на средства благотворителей был заложен первый деревянный корпус с домовой больничной церковью. Здание размерами 10 на 6 саженей, на каменном фундаменте, был покрыто железом и достроено в том же 1848 году. Начала работу больница на шесть коек, размещавшаяся в деревянном одноэтажном корпусе, впоследствии перестроенном в 1877 году. В начале 1849 года был освящён первый храм в общине. Церемонию провёл священник Бузулукского Троицкого собора Александр Тихомиров, он же и в дальнейшем совершал богослужения в храме, пока 24 июля 1850 года общине не был назначен самостоятельный церковный причт.
В 1849 году территория общины была огорожена деревянной оградой, а с западной, передней, стороны даже устроена каменная стена длиной в 20 саженей, с воротами и сторожкой.
В 1850 году были снесены из-за ветхости кельи и надворные постройки, построенные ещё до утверждения общины. В том же году вместо них были построены новый дом с тремя комнатами, прачечная, сарай, два погреба, выложенные кирпичом, с каменными погребицами, конюшня, сарай для дров и амбар. Началось и в следующем году окончилось строительство двухэтажного сестринского корпуса размером 16 на 8 саженей, где нижний этаж был каменный, а верхний — деревянный. 30 июня 1850 года епископом Иосифом был заложен каменный трёхпрестольный храм во имя Тихвинской иконы Богоматери.
Для ведения такого обширного строительства только леса было куплено на 2863 рубля 98 копеек. Деньги были собраны пожертвованиями. Для изготовления кирпича за оградой был устроен кирпичный сарай. Почти все сто человек, проживавших в общине, принимали участие в работах по изготовлению кирпича и доставке строительных материалов: возили воду, кирпич, песок и извёстку к месту построек, носили кирпич на верх строящихся каменных зданий. В архиве сохранилось прошение настоятельницы сохранить выделенную для монастырских нужд летом лесную делянку до зимы, так как в летнее время рабочих рук насельниц, занятых также и полевыми работами и на строительстве, не хватало. Зимой, по пояс в снегу, сёстры самостоятельно валили и вывозили из лесу строевой лес. С такой тяжёлой неженской работой могли справиться только молодые женщины и девушки, по спискам первых обителей монастыря редко кому из них исполнилось даже 50 лет, а основную массу составляли тридцатилетние. Но и их сил не хватало — так, в письме в Самарскую духовную консисторию настоятельница писала:

Пелагея Готова, …будучи больной, вынуждена была качать воду, которая выкачивается в обители посредством машины, что может выполнять только самый сильный мужчина. От этой работы при болезни она совсем выбилась из сил, …с тех пор начала она чахнуть и от сей болезни померла
Большой вклад в завершение строительства внесла казначея Олимпиада Миюшкевич. Она ездила в Санкт-Петербург для сбора пожертвований и в кругу своих знакомых из высшего света за год собрала 8923 рубля 6 копеек деньгами и вещами, а также приобрела некоторые святыни для общины. Однако вскоре между настоятельницей и казначеей начались разногласия, вызванные несходством характеров. Смиренная Овсянникова в своих делах и начинаниях больше полагалась на помощь Божию, а решительная и деятельная Миюшкевич — на собственные силы. Она, помимо исполнения поручений настоятельницы, сама делала крупные покупки для общины, самовольно удалила из общины некоторых сестёр, оказавших ей непослушание, сама выходила к епархиальному начальству с прошением о продаже земель, принадлежавших общине. Такое двоевластие в общине не могло не вызвать неудовольствия епархиального начальства. В результате рассмотрения дела о поступках казначеи она была отрешена от должности и вскоре после этого скончалась в Самаре от холеры.
Строительство собора длилось 11 лет. Тем временем Евфимия Герасимовна продолжала дело по превращению общины в монастырь. Чтобы обеспечить средства для содержания монастыря, она обратилась в казённое ведомство с просьбой для отвода общине из казённой дачи 150 десятин земли, мукомольной мельницы и двух рыбных озёр, находившихся менее чем в 5 вёрстах от Бузулука. В 1859 году она обратилась к самарскому епископу Феофилу с просьбой ходатайствовать перед Святейшим синодом о преобразовании Бузулукской женской общины в штатный монастырь.
30 января 1860 года вышел указ Святейшего синода, в котором сообщалось, что 19 декабря 1859 года император Александр II утвердил определение Синода о возведении Тихвинской женской общины в городе Бузулуке на степень штатного монастыря.

### Монастырская жизнь

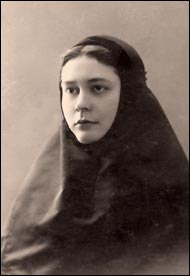
Неизвестная монахиня Тихвинского Богородицкого монастыря, 1913 год

При создании монастырский штат насчитывал 87 монахинь.
В феврале 1860 года по распоряжению руководства самарской епархией настоятельница Овсянникова и ещё 20 человек из старших сестёр были пострижены в рясофор, а в августе — в мантию. Евфимия Герасимовна получила монашеское имя Евгении. Соосновательница общины, Марфа Лаврентьевна Аллеманова, вскоре после открытия общины вышла из неё, и проживала в своей келье в Бузулуке, приняв монашеский чин незадолго перед смертью и получив имя Магдалина. Она была похоронена рядом с первым храмом общины — Никольской церковью.
В 1861 году был достроен и 10 октября освящён холодный трёхпрестольный каменный храм, освящённый во имя Тихвинского образа Божией Матери. Один из приделов храма был освящён во имя первомученика архидиакона Стефана во исполнение обета настоятельницы Евгении.
В 1865 году был достроен двухэтажный корпус, крытый железом. В нём были устроены 41 келья для сестёр. В том же году деревянная монастырская ограда была заменена каменной, высотой в 1 сажень и шириной в 1 аршин с двумя крытыми железом башнями по углам на западной стороне. В сентябре был заложен третий храм, с примыкавшим к нему каменным одноэтажным корпусом.
В 1866 году игуменья Евгения удалилась на покой и её должность стала исполнять казначея Симбирского Спасского монастыря, манатейная монахиня Евфросиния, которая управляла монастырём около четырёх месяцев, после чего по собственному прошению вернулась в Симбирск. К этому времени в монастыре проживало 109 человек.
Следующей настоятельницей Тихвинского монастыря, с возведением в сан игуменьи, стала настоятельница Бугурусланского женского монастыря монахиня Дорофея. При ней 16 сентября 1869 года был освящён каменный храм во имя Святой Троицы, достроен примыкающий к храму каменный корпус.
Распоряжением Самарской духовной консистории в ноябре 1868 года при монастыре было открыто училище на правах школы грамоты. В мае 1877 года оно было преобразовано в церковно-приходскую школу. Школа находилась за монастырской оградой, деля здание со странноприимным домом. В 1882 году в ней обучалось 38 детей, в 1897 году — 83, а в 1902 году — 42 человека. Все они находились на полном содержании монастыря. Законоучителем при школе в 1872—1887 годах был священник П. Х. Добросердов, позднее его сменил протоиерей А. П. Благовидов. В монастырской библиотеке имелось до 150 названий в 250 томах книг духовно-нравственного содержания.
12 августа 1870 года игуменья Дорофея была уволена на покой по болезни. Следующей настоятельницей стала казначея монастыря, монахиня Мелетина, утверждённая в должности Синодом в феврале 1871 года.
В 1870 году на берегу Самары у мельниц был посажен фруктовый сад, через 5 лет там устроили пчельник на 115 ульев, а в мае 1890 года там же был поставлен деревянный дом и был вырыт ледник со сводами, обложенными кирпичом — для молочного производства. Это место называлось монастырской дачей, сюда для отдыха привозили девочек — воспитанниц монастырской школы. В 1880 году на средства анонимного благотворителя был построен придел к Троицкому храму. В 1882 году была заложена каменная колокольня. В 1884 году был построен деревянный одноэтажный корпус.
29 января 1888 года игуменья Мелитина подала прошение об увольнении её на покой по болезни; она скончалась 6 марта 1892 года. До 10 сентября 1889 года обязанности настоятельницы исполняла казначея монастыря монахиня Евсевия и благочинная, монахиня Клеопатра, после чего должность заняла, с возведением в сан игуменьи, монахиня Валентина, остававшаяся на этом посту до ноября 1899 года. При ней были построены одноэтажный деревянный корпус, названный псалтырней, так как в нём совершались чтения псалтыря за усопших, каменная пекарня, просфорня, деревянный дом для помещения рабочих, задний двор для размещения рабочих лошадей, некоторые надворные постройки и деревянный флигель, к корпусу, примыкавшему к Троицкому храму, был надстроен верхний каменный этаж, была также достроена колокольня.
Подобное масштабное строительство снова потребовало значительных расходов, которые не покрывались монастырскими доходами. Доверие и уважение к настоятельнице позволили ей вести строительство в долг, который к 1893 году достигал 6000 рублей, однако монастырь принял под своё покровительство епископ Гурий, что позволило рассчитаться с кредиторами.
В 1896 году в монастыре проживали 404 человека: одна схимонахиня, 100 манатейных монахинь вместе с настоятельницей, 79 рясофорных монахинь, послушниц, причисленных к монастырю указами 43, проживающих по свидетельствам 181.
30 сентября 1897 года монастырь торжественно отмечал пятидесятилетие своего существования. К этой дате был построен и освящён придел к Троицкому храму, а священник монастыря Михаил Малиновский написал книгу, посвящённую истории обители и послужившую источником значительной части сведений о нём для историков. Он так идиллически писал о монастыре:

Храмы и прочие здания…были все отремонтированы и содержались в примерной чистоте и благолепии. В общем, вид монастыря представлял привлекательную для взора картину. При входе в монастырские ворота прежде всего представлялся взору монастырский пятиглавый собор, которого простая, но величественная архитектура, и его самое положение на открытой, довольно обширной площади среди монастыря, производила сильное впечатление на богомольца… Вдали на восток за собором, среди зелени деревьев виднелась скромная начальная церковь деревянная во имя святителя Николая, Мирликийского чудотворца, примыкающая к больничному деревянному корпусу. Эта простая скромная церковка, с простым, незатейливым крылечком, с обеих сторон окруженная зеленеющими палисадниками… И странно: такая внешняя простота сельская этого начального храма обители как будто говорила о благочестивом вкусе основательницы монастыря, простой крестьянской девицы; но внутри устройство храма как будто выдавало великие замыслы о будущности обители… В трапезе потолок был устроен крутым, высоким сводом, что указывает на образец более обширных и великолепных храмов; в этой маленькой церковке солея и амвон устроены в три, довольно мелкие ступени, так же как и престол с жертвенником: видимо, что иконостас изображает в миниатюре иконостас более величественного храма. Окна и двери на северной стороне церкви выходили в больничное помещение, так что больные не только могли слышать, но и видеть весь ход Богослужения.
На юг от Тихвинского собора видится скромный осмерик и глава теплого храма во имя Пресвятыя Троицы…
Внутри монастырской каменной ограды шли монастырские корпуса для обитательниц монахинь и для необходимых хозяйственных заведений, а при теплом Троицком храме было расположено монастырское кладбище. Около монастырских корпусов и на кладбище, — повсюду были палисадники и сады; от святых врат и до собора, около самого собора и по пути к Троицкому храму зеленели молодые тополи…

Игуменья Валентина управляла монастырём до своей кончины 5 октября 1899 года и была похоронена на монастырском кладбище. Следующей настоятельницей стала монахиня Херувима (в миру Е. Д. Волгушева), 6 декабря 1899 года возведённая в сан игуменьи.

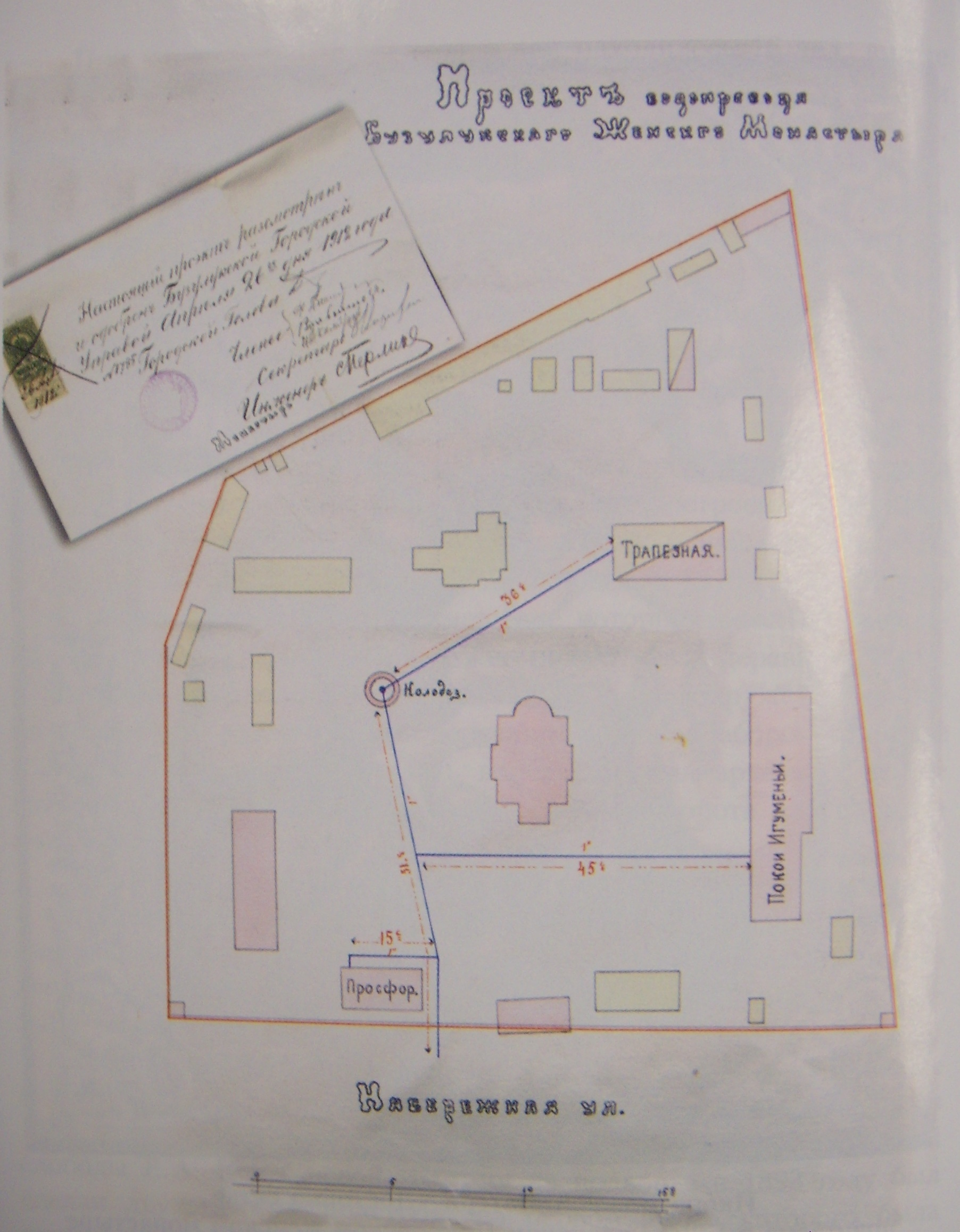
План строительства водопровода 1912 г.

К началу XX века в монастыре насчитывалось до 350 сестёр. К этому времени на его территории находились два каменных храма, один деревянный, четырёхъярусная колокольня, просфорня, звонарная, привратная, шесть келейных корпусов, в том числе и игуменский, с иконописной и золотошвейной мастерскими, больничный корпус и множество хозяйственных построек. Действовала школа для девочек, работала библиотека духовной литературы.
В 1912 году, когда в Бузулуке проводился водопровод, две бузулукские вдовы — дворянка Ф. Ф. Беленовская и мещанка Ф. М. Галдеева —пожертвовали на устройство водопровода и в монастыре, одна две тысячи рублей, вторая — одну. До этого все годы существования монастыря вода бралась из единственного колодца на монастырской территории. Сохранились план водопровода, смета его строительства, заявления благотворительниц, однако неизвестно, успели реализовать план до революции или нет.
В годы Первой мировой войны в монастыре, а также на его самарском подворье, размещались лазареты для раненых.

### Монастырь при советской власти
В 1922 году уездная комиссия по изъятию церковных ценностей конфисковала из монастыря все ценные предметы церковной утвари. В это время в нём ещё проживали 170 сестёр.
В январе 1929 года Тихвинский Богородицкий женский монастырь был закрыт постановлением Бузулукского окружного исполнительного комитета, утверждённого Средневолжским краевым исполнительным комитетом 28 января 1930 года.
В 1935 году советской властью обитель была передана в энергетическое ведомство. В главном соборе, Тихвинском, была размещена дизельная электростанция, в других — склады. В 1936 году кельи монастыря стали камерами пересыльной тюрьмы, где пытали и расстреливали заключённых, в том числе представителей духовенства и насельников двух бузулукских монастырей. Именно там был заточён и принял мученическую смерть местночтимый схимонах Максим (Пилипцов).

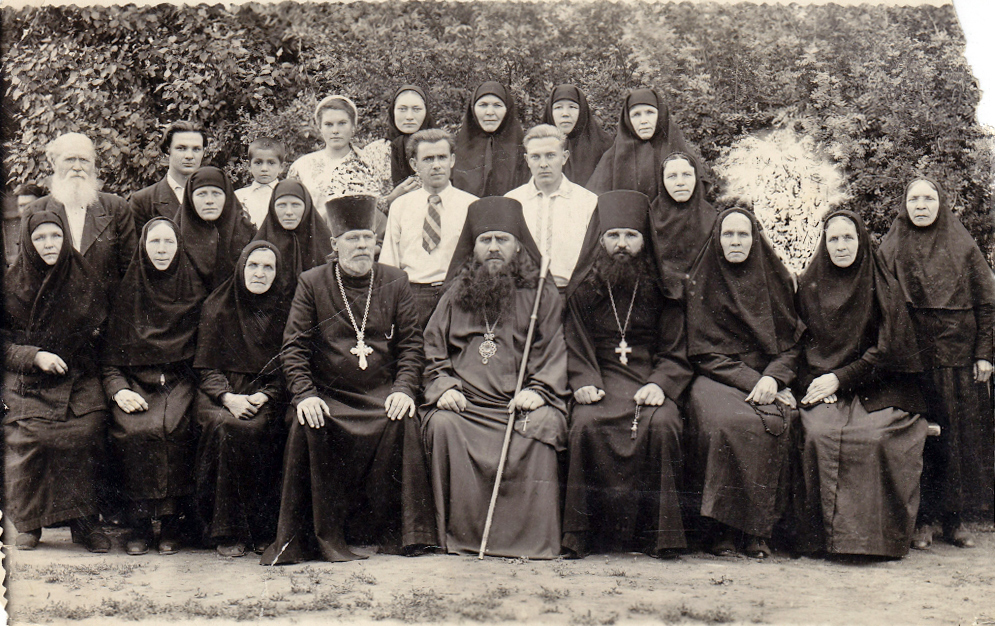
Насельницы Тихвинского Богородицкого монастыря и епископ Борис (Вик)

В 1947 году епископ Чкаловский Мануил (Лемешевский) добился открытия кладбищенской Всехсвятской церкви. При храме возникла община из бывших насельниц Тихвинской обители.
Позднее в монастырских постройках находилось городское автотранспортное предприятие. Монастырский комплекс сохранился почти целиком, кроме деревянного храма во имя Святителя Николая и колокольни, разрушенных в годы советской власти.
Сооружения имеют статус объектов культурного наследия и охраняются законом, но Тихвинский собор и Троицкий храм стоят без куполов и используются под гаражно-складские нужды «Западных электросетей» (ЗЭС). Келейные корпуса, в том числе и игуменский, — часть городского жилищного фонда. В 2003 году ЗЭС проводили реконструкцию придела Троицкого храма, служившего складом, под гараж. Была разбита северная стена придела. В это время открылась роспись на стенах храма. Рабочие при помощи строительных инструментов открыли несколько икон и покрыли их лаком. Лики святых были непоправимо испорчены.

### Возрождение монастыря
Уцелевшие Тихвинский собор и Троицкий храм не были возвращены монастырю. Крестные ходы и краткие богослужения в храмах проводятся с разрешения руководства ЗЭС.
19 июля 2000 года решением Священного синода приход Всех Святых города Бузулука был преобразован в Тихвинский женский монастырь с назначением на должность настоятельницы монахини Феофилакты (Левенковой). Первых насельниц было 11 человек.
В 2011 году в монастыре проживали 22 насельницы: одна схимница, 11 монахинь, четыре инокини, три послушницы, две трудницы. 20 марта 2011 года митрополит Оренбургский и Бузулукский Валентин возвёл настоятельницу Бузулукского женского монастыря монахиню Пантелеимону (в миру Кривенкова Валентина Ивановна) в сан игуменьи.
В новом монастыре действуют библиотека, небольшая швейная мастерская.
В июне 2015 года начался процесс возврата территории ЗЭС монастырю; предполагается, что здания будут переданы в собственность монастыря уже в июле 2015 года.

### Монастырское правило
В возрождённом монастыре ежедневно совершается круг богослужений: в 6 часов — утренние молитвы, полунощница, в 6:45 — трёхканонник, в 7:15 — Часы и Божественная литургия, в 17:00 — вечернее богослужение. Помимо этого, по понедельникам совершается общий молебен, по субботам служится панихида, а по воскресеньям перед Тихвинской иконой Богоматери служится Параклисис Божией Матери.
Престольный праздник монастыря — празднование в честь Тихвинской иконы Божией Матери. Чтутся и другие престольные праздники — День Святой Троицы, Собор всех святых, память Святителя Николая Чудотворца, память святителя Митрофана Воронежского, память святителя Феодосия Черниговского, Архангела Михаила, память архидиакона Стефана. В эти дни совершаются праздничный молебен и крестный ход на бывшую монастырскую территорию в храм Святой Троицы и Тихвинский собор, а также вокруг храма Всех Святых.

## Имущество монастыря
Основным владением монастыря был земельный надел в 1022 десятины. Часть этих земель была передана лесным департаментом, другие пожертвованы различными благотворителями. Так, в 1870 году монастырю было пожертвовано 20 десятин земли около села Перевозникова в 15 верстах от Бузулука неким Поляевым, а в 1888 году — 69 десятин около того же села купцом А. И. Болтуновым.
На усадебной площади размещалось 11 корпусов. В шести проживали сёстры монастыря, в остальных размещались трапезная, просфорная, пекарня, квасоварня, ковёрная и иконописная мастерские. Монастырь был окружён каменной стеной с двумя воротами и двумя башнями. Вне ограды монастырю принадлежали три дома для монастырского причта, дом для учительницы и двухэтажное здание, каменный нижний этаж которого служил странноприимным домом, а в верхнем, деревянном, размещалась церковно-приходская школа.
Монастырь владел двумя мельницами, которые сдавались в аренду. В 1897 году одна из них сгорела, и вместо неё в 1912 году была построена новая мельница с сукновалкой. Также в монастырской собственности находились два озера с рыбными ловлями, пасека, молочная ферма с ледником, фруктовый сад.
Имелось два подворья. Одно находилось в Бузулуке, на улице Ярмарочной, площадь участка, на котором размещались флигель и дворовые постройки, составляла 356 квадратных сажен. Он был пожертвован бузулукским мещанином К. П. Шаталовым. Второе подворье размещалось в Самаре, на углу улиц Симбирской и Уральской (ныне Ульяновской и Братьев Коростелёвых) Оно занимало площадь в 1660 квадратных саженей, пожертвованных монастырю в 1866 году самарским купцом, почётным гражданином Самары В. А. Головачёвым.
После возрождения монастырь размещается хотя и не на прежней территории, но также рядом с городским кладбищем. В монастыре один действующий храм — одноэтажная церковь в честь Всех Святых, освящённая в 1901 году. Приставной престол освящён в честь Рождества Христова. Также имеется часовня в честь Державной иконы Божией Матери, освящённая в 2010 году, предназначенная для совершения молебнов и келейного молитвенного правила насельниц монастыря. В храме находятся и сохранённые чтимые монастырские иконы: чудотворная икона Пресвятой Богородицы «Тихвинская», подаренная монастырю в 1847 году генеральшей Путятиной в Санкт-Петербурге и икона Пресвятой Богородицы «Млекопитательница», написанная на Афоне. Сохранились и два мощевика с частицами мощей более сорока святых.
Кроме храма на монастырской территории площадью 7460 м² расположены одноэтажное административное здание, трёхэтажное жилое здание, строительство которого началось в 2004 году, а также здание котельной и мастерских.
В 2002 году в селе Сухоречка было открыто подсобное хозяйство монастыря, где несут послушание четыре сестры, ухаживающие за коровами и курами и при помощи рабочих обрабатывающие сад и огород. В 2010 году при хозяйстве была освящена часовня в честь Державной иконы Пресвятой Богородицы/

### Монастырские храмы

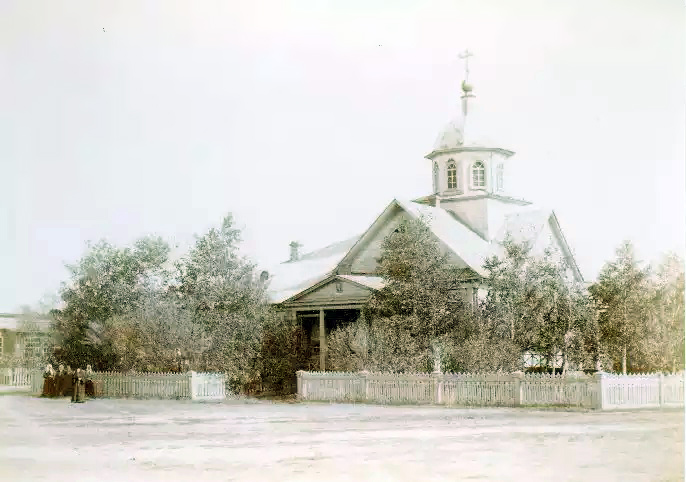
Никольская церковь

В монастыре до революции имелось три храма и колокольня. Первым в 1848 году, был построен деревянный холодный однопрестольный храм, освящённый 30 января 1849 года в честь святителя Николая Чудотворца. Храмовые праздники отмечались 9 мая и 6 декабря.

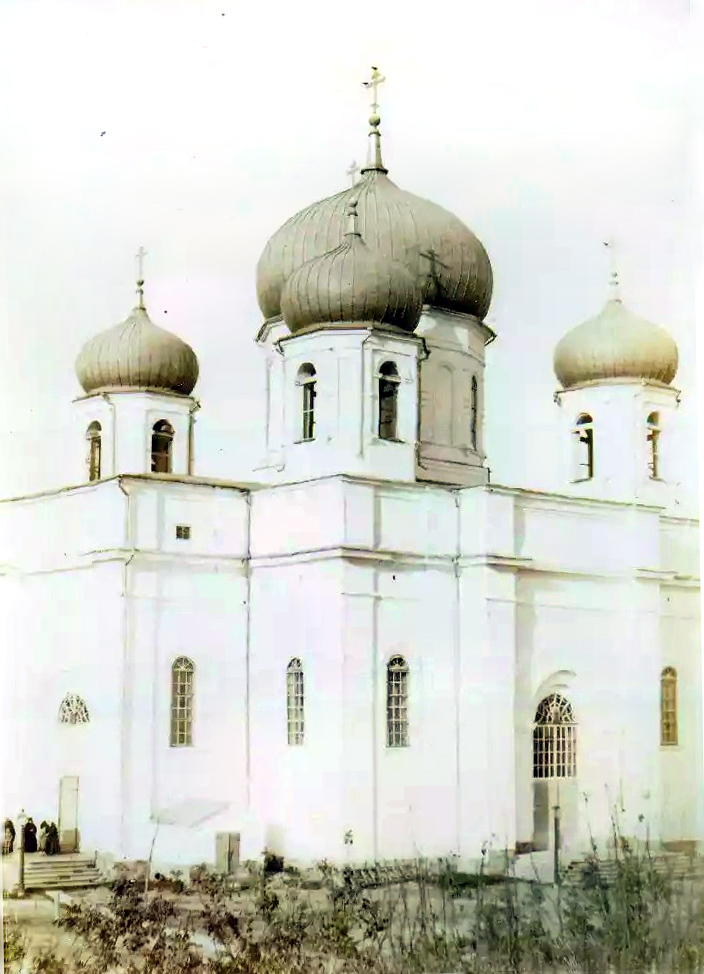
Тихвинский собор

В 1861 году был построен и освящён каменный трёхпрестольный храм размерами 16 на 20 саженей во имя Тихвинской иконы Божией матери. Правый придел был освящён 16 мая 1862 года во имя Архангела Михаила, спустя ровно год во имя архидиакона Стефана был освящён левый придел. В 1890 году в храме был произведён ремонт: вновь были сделаны два киота, стены расписаны картинами духовного содержания, а аналогичные росписи в куполе были обновлены.
В храме Тихвинской иконы Божией матери хранились части святых мощей великомучеников Пантелеимона, Анания, Игнатия, Ефимии, преподобных Нила, Макария, Феофана Киевского, святителей Гурия Казанского и Николая Чудотворца, которые приобретали в Москве и Санкт-Петербурге. Имелась также особо чтимая икона Божией Матери «Млекопитательница» в серебрёно-позолоченной ризе — список с чудотворной афонской иконы с мощами афонских великомучеников. Храмовые праздники отмечались в главном приделе 26 июня — во имя Тихвинской иконы Божией Матери, 8 ноября — в правом приделе и 2 августа — в левом.

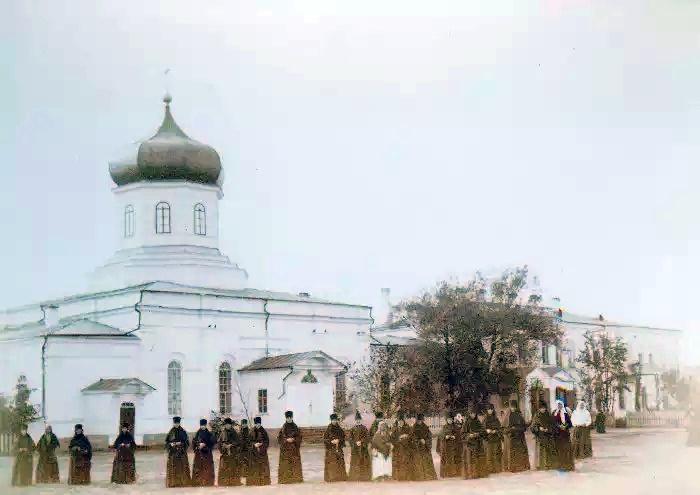
Троицкий храм

Третьим храмом монастыря был каменный трёхпрестольный храм во имя Святой Троицы. Строительство храма размерами 17 на 8 сажен началось в 1865 году и окончилось в 1869 году, когда он был освящён самарским епископом Герасимом. Правый придел был освящён во имя святого Митрофана Воронежского 8 сентября 1881 года тем же епископом Герасимом, а левый — 13 сентября 1897 года самарским епископом Гурием во имя святого князя Феодосия Черниговского.
В нижнем этаже храм непосредственно соединялся с монашескими кельями, в верхнем — с кельями настоятельницы. Также в нижнем этаже находилась живописная мастерская, где сёстры обучались искусству иконописи. Руководила мастерской мастерица-монахиня, которую настоятельница Валентина отправляла в Санкт-Петербург для обучения иконописи и иконной чеканке по золоту. Размещение мастерской непосредственно в храме было удобным для работы над копиями храмовых икон. В верхнем этаже, при кельях настоятельницы, размещалась золотошвейная мастерская.
В 1907 году храм был значительно отремонтирован, в ходе работ был заменён и заново освящён главный престол. Храмовые праздники отмечались 25 мая в главном престоле, 23 ноября в правом приделе и 5 февраля и 9 сентября в левом приделе.

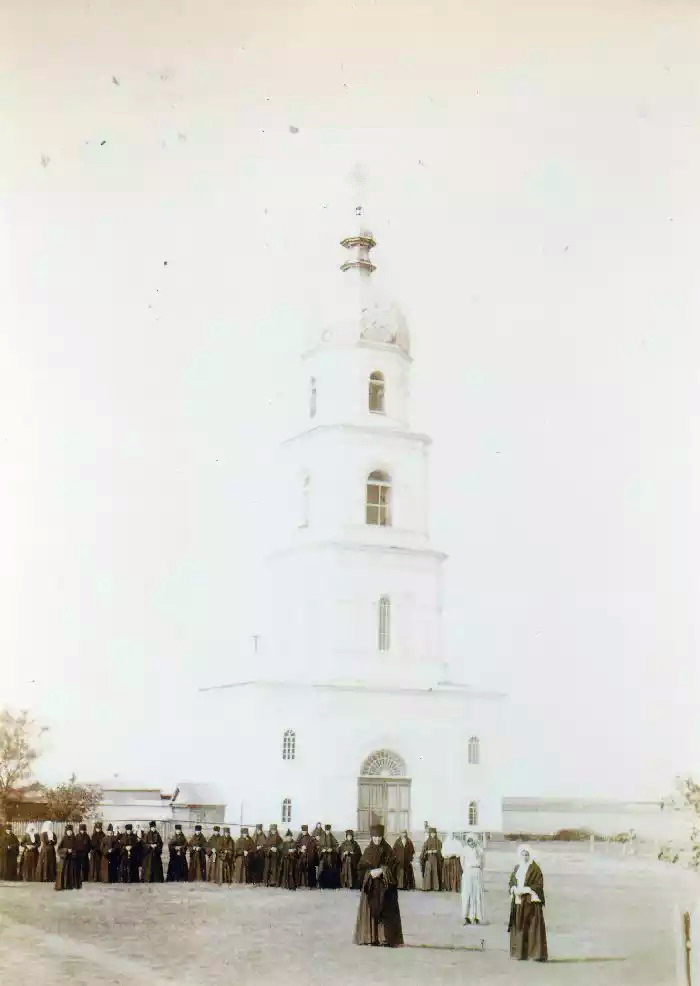
Колокольня

В 1890 году в монастыре была построена колокольня. Её высота со шпилем и крестом достигала 28 саженей. 8 сентября 1891 года на колокольню подняли главный колокол весом 308 пудов 35 фунтов.

## Настоятельницы
Первой настоятельницей монастыря была его основательница, игумения Евгения (Овсянникова Евфимия Герасимовна) (1800—1885). Происходила она из крестьянской семьи. По преданию, когда она в двенадцатилетнем возрасте с родственниками посещала Саровский монастырь, девочку благословил Серафим, назвав её «Сосуд избранный».
По свидетельствам современников, игумения Евгения благодаря своему трудолюбию и благочестию пользовалась огромным уважением и доверием. Кроткая и смиренная Евгения была довольно снисходительна к слабостям других, сама же была строгой постницей и подвижницей, имела дар молитвенных слёз. В число сестёр к ней поступали не только крестьянки или девицы казачьего сословия, но и представительницы мещан и купечества, а также дворянки, стремившиеся посвятить себя служению Богу. В 1866 году Евгения из-за расстроенного здоровья ушла на покой, целиком отдавшись молитвам и полностью отстранившись от дел обители. Скончалась в возрасте 85 лет 28 марта 1885 года в четверг Пасхи.
Настоятельница Валентина (в миру Варвара Евфимиевна Озерова, урождённая Андреева) происходила из дворян Симбирской губернии, до назначения на должность настоятельницы была начальницей Самарского епархиального училища. Была возведена в сан игуменьи 8 сентября 1889 года епископом Серафимом
Последней игуменьей разрушенного монастыря была Херувима (Елена Дмитриевна Волгушева). Она родилась в 1858 году в крестьянской семье в селе Лабазы Оренбургской губернии. В 8 лет поступила в монастырскую школу при игуменье Мелитине (своей родственнице), по окончании которой пожелала остаться в обители. Несла послушание учительницы. 5 ноября 1893 года была пострижена в мантию. 13 октября 1899 года стала исполнять обязанности настоятельницы, 2 ноября была назначена на эту должность на постоянной основе. 6 декабря того же годы была возведена в сан игуменьи. Она управляла монастырём до его закрытия в 1927 году. В 1929 году Херувима была арестована и сослана в ссылку на 3 года. По отбытии наказания она вернулась в Бузулук. В 1937 году в возрасте 79 лет она была арестована вторично, приговорена к высшей мере наказания и 27 сентября того же года расстреляна в Зауральной роще Оренбурга.

## Священники монастыря
Первым священником обители (с 1850 по 1854 год) был Александр Муратов, скончавшийся в 1896 году. За ним последовали священник Александр Бобровский (с 1854 по 1859 год), протоиерей Александр Петрович Островидов (с 1859 по 1892 год) и священник Прокопий Добросердов (с 1872 по 1894 год). Так же служили протоиерей Александр Михайлович Преображенский с 1892 года, священник Михаил Малиновский (написавший исторический очерк о монастыре) с 1894 года.
Александр Островидов, служивший в монастыре 32 года, многое сделал для украшения храмов обители. На его средства был обустроен придел в честь святителя Митрофана Воронежского в тёплом храме, за свой счёт он украсил соборный храм стенной живописью и пожертвовал колокол весом в 308 пудов 35 фунтов. Пожертвования он делал тайно, объявляя, что они получены от анонимных дарителей. Лишь позднее была установлена истина. Его дочь Анна была послушницей в монастыре, но скончалась от болезни ещё в молодости. Сам Островидов служил до самой смерти 16 июня 1892 года.